# Okuboro
Okuboro es una de las deidades de la Religión yoruba. Conocido como un Eshu, él fue protector y padre, de Elegguá en su vida carnal.
Okuboro junto a Ayaki, su esposa, tuvieron a Elegguá